# Thaís Helena Da Silva
Thaís Helena Da Silva, souvent dite simplement Thaís, née le 19 juin 1987 à Itu, est une footballeuse brésilienne, évoluant au FF Yzeure.

## Biographie
Elle joue pour différents clubs brésiliens et participe à la Coupe du monde des moins de 19 ans 2004 où elle dispute trois matchs. Elle est sélectionnée pour la Coupe du monde de football féminin 2007 mais ne joue aucun match durant le tournoi. 
En 2010, elle arrive dans le club français du FF Yzeure, évoluant dans le Championnat de France de football féminin.